# 鶴田達也
鶴田 達也（つるた たつや、1982年9月9日 - ）は、静岡県富士市出身の元プロサッカー選手。ポジションはGK。

## 来歴
2001年に清水エスパルスユースからトップチームに昇格し、2002年に当時提携していたヴァンフォーレ甲府へ期限付き移籍。崩壊していた甲府の守備をアライールや池端陽介との連携により建て直し、最下位脱出に貢献した。だが、2003年は新人の阿部謙作にポジションを奪われ、2004年に清水に戻ったが新加入の西部洋平の前に出場機会がなく、2005年に完全移籍で甲府へ復帰。復帰後は正GKを務めていたが、守備が安定しないこともあって中盤戦以降は阿部に再びポジションを明け渡した。
2007年は阿部の不調もあって再びレギュラーの座に就いたが、2008年はレンタル加入の桜井繁にポジションを奪われ、2009年は同じくレンタル組の荻晃太の前にベンチ入りすらままならない状況が続き、シーズン終了後に戦力外通告を受けた。
2010年に加藤慎也（当時は柏レイソルからのレンタル移籍）と入れ替わるようにして愛媛FCに完全移籍したが川北裕介・山本浩正に次ぐ第3GKとして扱われて出場機会はなく、2011年はカターレ富山に完全移籍した。
富山では引退した中川雄二に代わる正GKとして期待されていたが、キャンプ中の2月12日にFC東京との練習試合で右膝前十字靱帯を断裂し、全治6ヶ月と診断。いきなり躓く格好となった。その後、10月1日の大分トリニータ戦でベンチ入りを果たし戦列復帰。10月22日の東京V戦で3年ぶりのリーグ戦出場を果たし、2-1の勝利に貢献した。それ以降は飯田健巳からポジションを奪い、正GKとしてプレーした。2012年は開幕から正GKを任されていたが、チームの調子が一向に上がらないこともありゴールデンウィークに入ると飯田と交代させられたが、5月27日の古巣愛媛戦で飯田が脳震盪を起こして途中出場すると好プレーを披露して勝利に貢献した。その後は正GKの座を奪還したが、6月10日に飯田の登録抹消によって守田達弥が加入するとその座を奪われてしまい、6月17日の古巣甲府戦以降は常時ベンチ入りしたものの途中出場1試合のみに終わった。
シーズン終了後の11月23日、現役引退が発表された。

## 所属クラブ
- 清水エスパルスユース
- 2001年 -2004年  清水エスパルス
  - 2002年 - 2003年  ヴァンフォーレ甲府（期限付き移籍）
- 2005年 - 2009年  ヴァンフォーレ甲府
- 2010年  愛媛FC
- 2011年 - 2012年  カターレ富山

## 個人成績
| 国内大会個人成績 | 国内大会個人成績 | 国内大会個人成績 | 国内大会個人成績 | 国内大会個人成績 | 国内大会個人成績 | 国内大会個人成績 | 国内大会個人成績 | 国内大会個人成績 | 国内大会個人成績 | 国内大会個人成績 | 国内大会個人成績 |
| 年度             | クラブ           | 背番号           | リーグ           | リーグ戦         | リーグ戦         | リーグ杯         | リーグ杯         | オープン杯       | オープン杯       | 期間通算         | 期間通算         |
| 年度             | クラブ           | 背番号           | リーグ           | 出場             | 得点             | 出場             | 得点             | 出場             | 得点             | 出場             | 得点             |
| 日本             | 日本             | 日本             | 日本             | リーグ戦         | リーグ戦         | リーグ杯         | リーグ杯         | 天皇杯           | 天皇杯           | 期間通算         | 期間通算         |
| ---------------- | ---------------- | ---------------- | ---------------- | ---------------- | ---------------- | ---------------- | ---------------- | ---------------- | ---------------- | ---------------- | ---------------- |
| 2001             | 清水             | 24               | J1               | 0                | 0                | 0                | 0                | 0                | 0                | 0                | 0                |
| 2002             | 甲府             | 22               | J2               | 36               | 0                | -                | -                | 3                | 0                | 39               | 0                |
| 2003             | 甲府             | 22               | J2               | 14               | 0                | -                | -                | 3                | 0                | 17               | 0                |
| 2004             | 清水             | 24               | J1               | 0                | 0                | 0                | 0                | 0                | 0                | 0                | 0                |
| 2005             | 甲府             | 21               | J2               | 16               | 0                | -                | -                | 0                | 0                | 16               | 0                |
| 2006             | 甲府             | 21               | J1               | 4                | 0                | 0                | 0                | 0                | 0                | 4                | 0                |
| 2007             | 甲府             | 21               | J1               | 16               | 0                | 3                | 0                | 1                | 0                | 20               | 0                |
| 2008             | 甲府             | 21               | J2               | 1                | 0                | -                | -                | 0                | 0                | 1                | 0                |
| 2009             | 甲府             | 21               | J2               | 0                | 0                | -                | -                | 0                | 0                | 0                | 0                |
| 2010             | 愛媛             | 31               | J2               | 0                | 0                | -                | -                | 0                | 0                | 0                | 0                |
| 2011             | 富山             | 31               | J2               | 7                | 0                | -                | -                | 1                | 0                | 8                | 0                |
| 2012             | 富山             | 31               | J2               | 14               | 0                | -                | -                | 0                | 0                | 14               | 0                |
| 通算             | 日本             | 日本             | J1               | 20               | 0                | 3                | 0                | 1                | 0                | 24               | 0                |
| 通算             | 日本             | 日本             | J2               | 88               | 0                | -                | -                | 7                | 0                | 95               | 0                |
| 総通算           | 総通算           | 総通算           | 総通算           | 108              | 0                | 3                | 0                | 8                | 0                | 119              | 0                |

- Jリーグ初出場 - 2002年3月3日 J2 第1節 対横浜FC戦 (三ツ沢)

## 指導歴
- カターレ富山
  - 2014年 U-18GKコーチ[3]
  - 2015年 - 2016年 U-18・U-15GKコーチ[4][5]
  - 2016年4月 - 2016年9月 GKコーチ[6][7]
  - 2017年 U-18・U-15GKコーチ[8]
  - 2018年 - 2019年 アカデミーGKコーチチーフ[9]
- 2020年 - 2022年 常葉大学 GKコーチ
- 2023年 - 富山新庄クラブ GKコーチ[10]